# SA Ariès
SA Ariès war ein französischer Hersteller von Automobilen und Nutzfahrzeugen.

## Unternehmensgeschichte
Die SA Ariès aus Courbevoie wurde 1903 von Baron Charles Petiet gegründet. Im gleichen Jahr begann die Produktion von Automobilen und Lastkraftwagen. 1904 beschäftigte das Unternehmen 95 Personen. 1914 kam die Fertigung von Flugmotoren nach einer Lizenz von Hispano-Suiza dazu. 1938 endete die Produktion der Automobile.

## Automobile

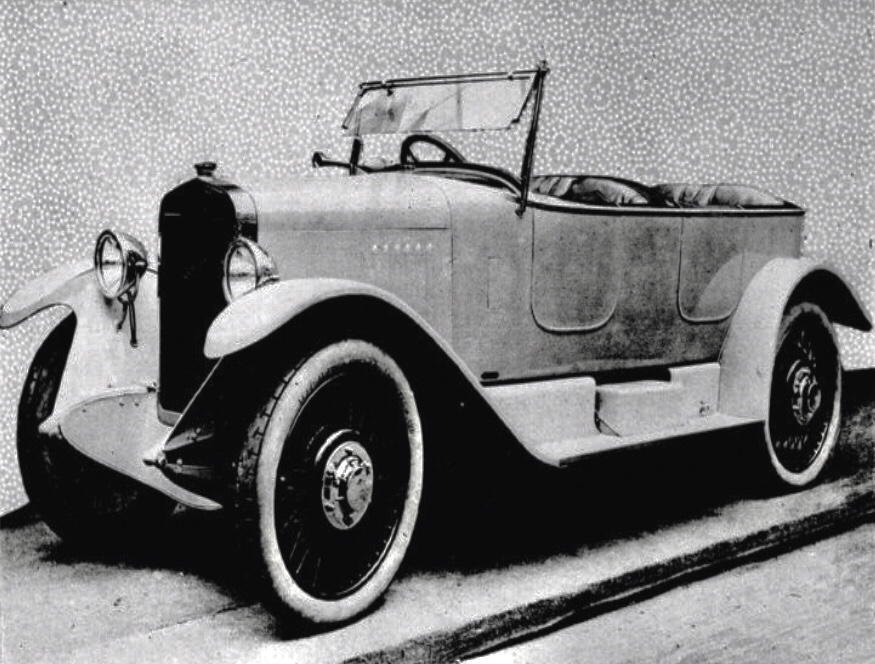
Aries 15 HP um 1922

Die ersten Modelle besaßen Vierzylinder-Einbaumotoren, die zunächst von Aster und später überwiegend von De Dion-Bouton stammten. Der Ariès 14/18 CV hatte einen Hubraum von 2438 cm³ mit einer Bohrung von 84 mm und einem Hub von 110 mm. Der 12/16 von 1913 hatte 2474 cm³ mit 75 mm Bohrung und 140 mm Hub. 1908 folgte ein Sechszylindermodell. Nach dem Ersten Weltkrieg wurden nur noch Vierzylindermodelle produziert. Ein Motor hatte 3177 cm³ mit 85 mm Bohrung und 140 mm Hub. Der 8/10 CV von 1925 hatte 1085 cm³ mit 60 mm Bohrung und 96 mm Hub. Das letzte neue Modell war der 10 CV Super von 1934. In den 1930er-Jahren bezog Ariès einen Großteil seiner Karosserien von Antem.
Ein Fahrzeug dieser Marke ist im Manoir de l'Automobile in Lohéac zu besichtigen.

## Angebotsübersicht 1907
In nachfolgender Tabelle sind die 1907 angebotenen Fahrzeugmodelle mit den bis dahin bekannten technischen Daten eingetragen.
| Typ     | Einstufung | Motor  | Bohrung, Hub   | Hubraum   | Radstand | Spurweite |
| ------- | ---------- | ------ | -------------- | --------- | -------- | --------- |
| DA      | 12/14 CV   | 2 Zyl. | 105 mm, 140 mm | 2424 cm³  | 2125 mm  | 1250 mm   |
| DA Lang | 12/14 CV   | 2 Zyl. | 105 mm, 140 mm | 2424 cm³  | 2275 mm  | 1250 mm   |
| DB      | 12/14 CV   | 2 Zyl. | 105 mm, 140 mm | 2424 cm³  | 2625 mm  | 1250 mm   |
| OA      | 10/14 CV   | 4 Zyl. | 82 mm, 110 mm  | 2438 cm³  | 2625 mm  | 1250 mm   |
| OB      | 10/14 CV   | 4 Zyl. | 82 mm, 110 mm  | 2438 cm³  | 2875 mm  | 1250 mm   |
| IA      | 12/15 CV   | 4 Zyl. | 82 mm, 110 mm  | 2438 cm³  | 2515 mm  | 1300 mm   |
| IB      | 12/15 CV   | 4 Zyl. | 82 mm, 110 mm  | 2438 cm³  | 2865 mm  | 1300 mm   |
| IA      | 18/22 CV   | 4 Zyl. | 95 mm, 130 mm  | 3685 cm³  | 2665 mm  | 1300 mm   |
| IB      | 18/22 CV   | 4 Zyl. | 95 mm, 130 mm  | 3685 cm³  | 2965 mm  | 1300 mm   |
| IC      | 18/22 CV   | 4 Zyl. | 95 mm, 130 mm  | 3685 cm³  | 3265 mm  | 1300 mm   |
| GA      | 24/30 CV   | 4 Zyl. | 105 mm, 140 mm | 4849 cm³  | 2745 mm  | 1350 mm   |
| GB      | 24/30 CV   | 4 Zyl. | 105 mm, 140 mm | 4849 cm³  | 3045 mm  | 1350 mm   |
| GC      | 24/30 CV   | 4 Zyl. | 105 mm, 140 mm | 4849 cm³  | 3345 mm  | 1350 mm   |
| GA      | 30/35 CV   | 4 Zyl. | 120 mm, 140 mm | 6333 cm³  | 2745 mm  | 1350 mm   |
| GB      | 30/35 CV   | 4 Zyl. | 120 mm, 140 mm | 6333 cm³  | 3045 mm  | 1350 mm   |
| GC      | 30/35 CV   | 4 Zyl. | 120 mm, 140 mm | 6333 cm³  | 3345 mm  | 1350 mm   |
| LB      | 50 CV      | 4 Zyl. | 120 mm, 140 mm | 12868 cm³ | 3300 mm  | 1350 mm   |
| LC      | 50 CV      | 4 Zyl. | 120 mm, 140 mm | 12868 cm³ | 3600 mm  | 1350 mm   |

## Sporterfolge
- Von 1924 bis 1928 setzte Ariès diverse Modelle beim 24-Stunden-Rennen von Le Mans ein. Größter Erfolg hierbei war der sechste Gesamtrang von Louis Wagner und Charles Flohot auf einem Ariès 3-Litre 1925.
- 1925 wurde Robert Laly, ebenfalls mit einem Dreiliter-Ariès, Zweiter bei der nicht zur Grand-Prix-Meisterschaft zählenden aber hochkarätig besetzten Coupe Georges Boillot in Boulogne-sur-Mer[15]; 1927 gewann er die zweitletzte Austragung dieser Serie ebenfalls auf Ariès, allerdings in einem kleineren Starterfeld.[16]

## Galerie
- Ariès um 1906

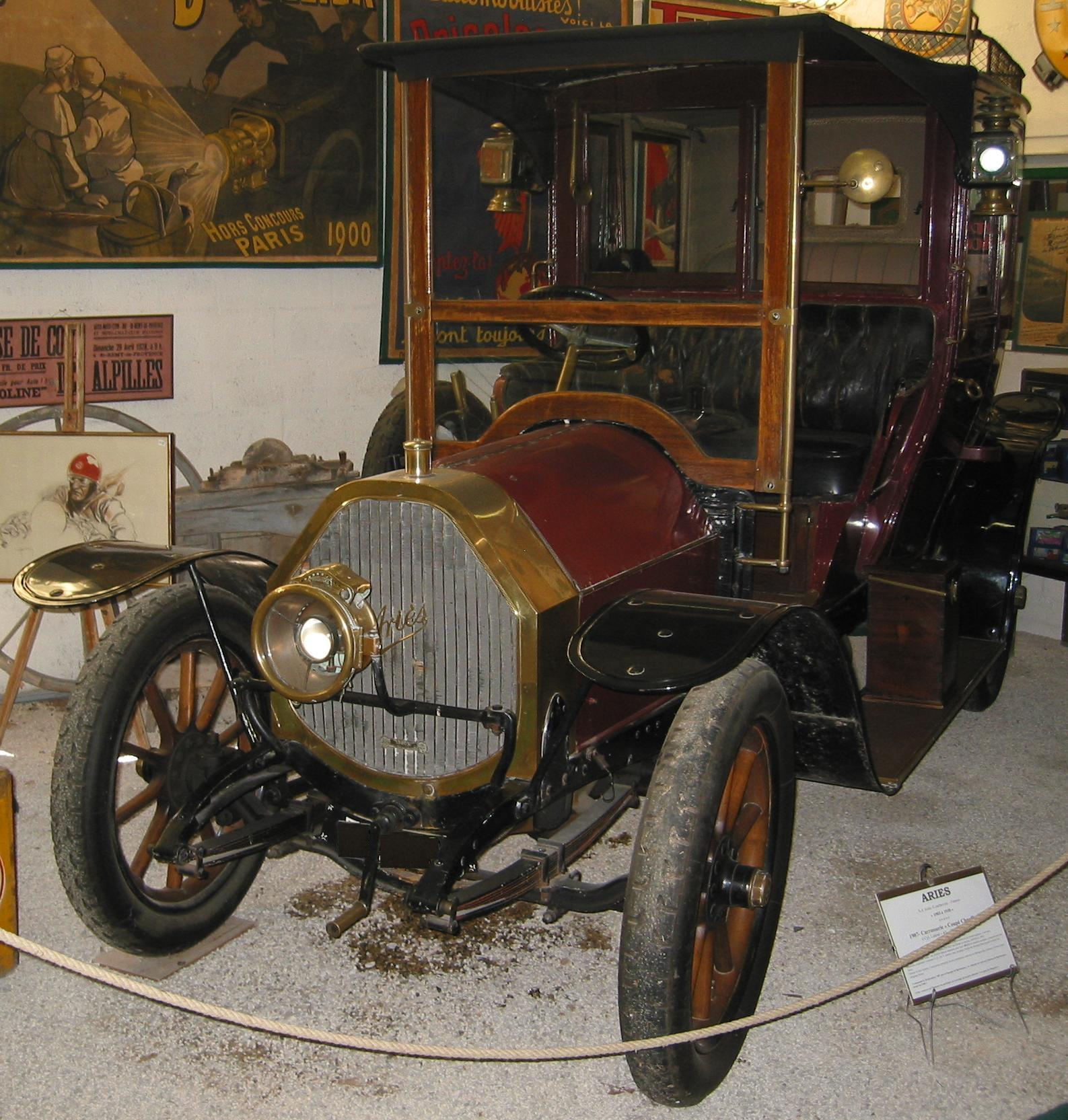
Ariès 14/18 CV von 1907
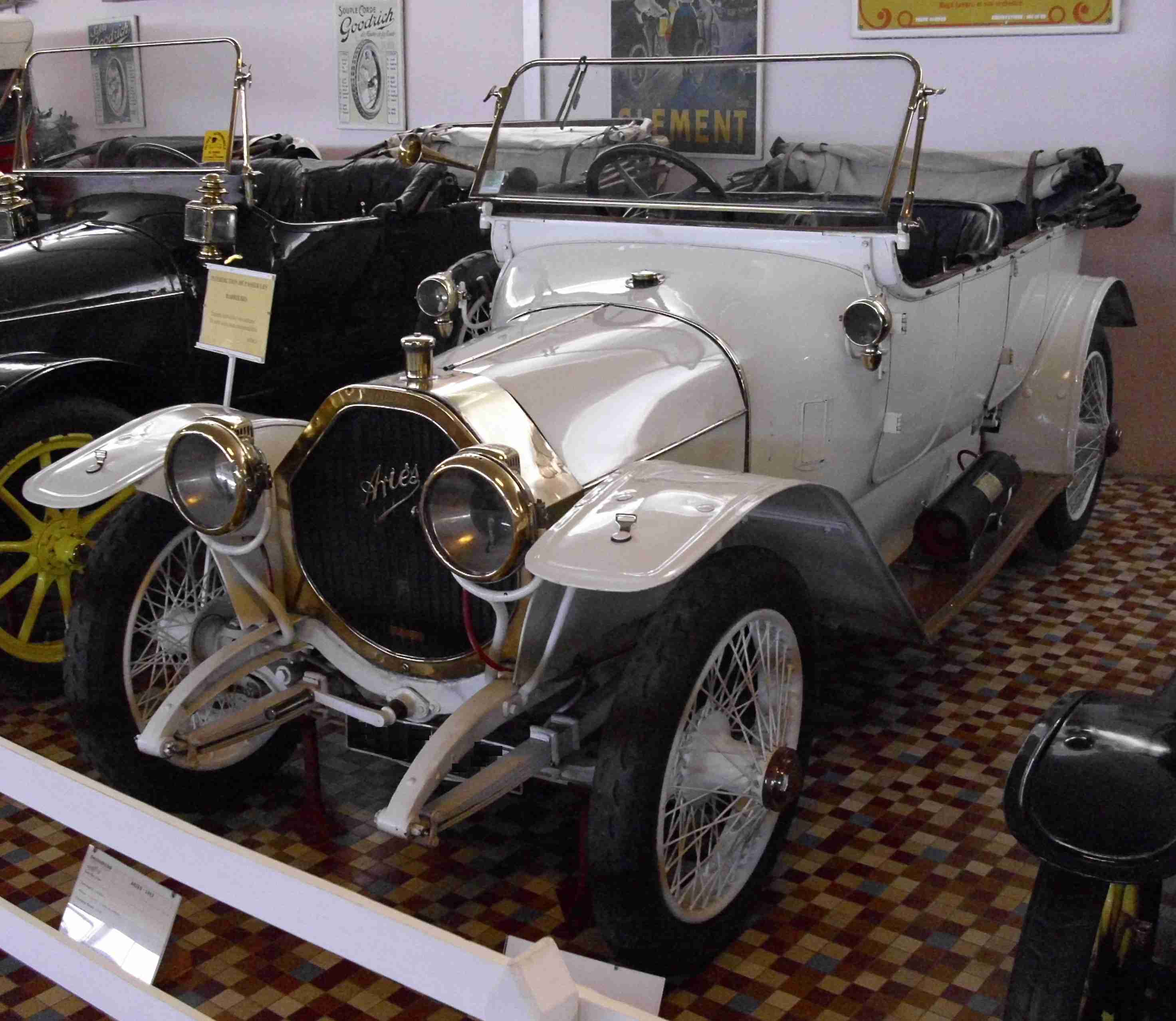
Ariès von 1907
- Ariès von 1913
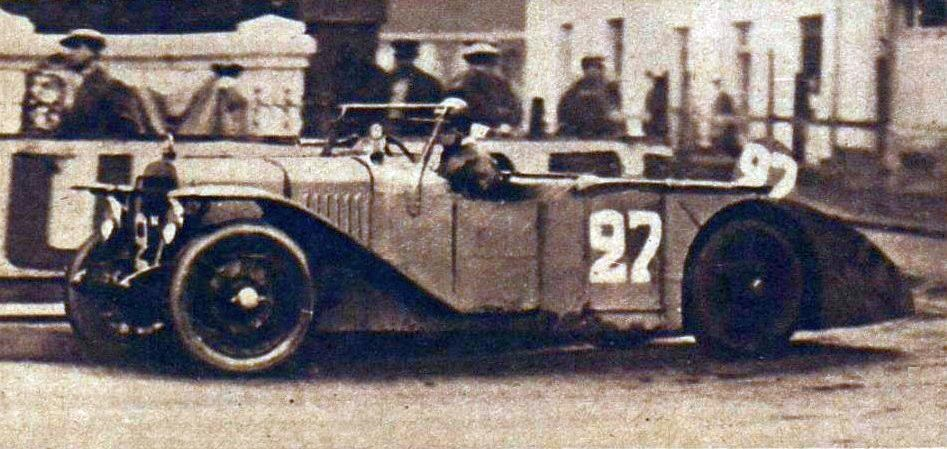
Robert Laly auf Ariès 3 Liter auf dem Weg zum Sieg am Coupe Georges Boillot 1927